# Чемпионат Европы по шорт-треку 1997
1-й Чемпионат Европы по шорт-треку проходил с 17 по 19 января 1997 года в Мальмё (Швеция).

## Призёры чемпионата

### Медальная таблица
*   Принимающая страна (Швеция)
| Место          | Страна         | Золото | Серебро | Бронза | Всего |
| -------------- | -------------- | ------ | ------- | ------ | ----- |
| 1              | Италия         | 8      | 2       | 2      | 12    |
| 2              | Нидерланды     | 1      | 2       | 1      | 4     |
| 3              | Великобритания | 1      | 1       | 1      | 3     |
| 4              | Россия         | 0      | 2       | 3      | 5     |
| 5              | Болгария       | 0      | 2       | 1      | 3     |
| 6              | Швеция*        | 0      | 1       | 0      | 1     |
| 7              | Франция        | 0      | 0       | 2      | 2     |
| Всего стран: 7 | Всего стран: 7 | 10     | 10      | 10     | 30    |

Медали за дистанцию 3000 метров не вручаются.

### Мужчины
| Дистанция            | Золото                                                                 | Золото    | Серебро                                                                | Серебро   | Бронза                                                                  | Бронза   |
| -------------------- | ---------------------------------------------------------------------- | --------- | ---------------------------------------------------------------------- | --------- | ----------------------------------------------------------------------- | -------- |
| 500 метров           | Мирко Вюйермен                                                         | 43.393    | Фабио Карта                                                            | 43.594    | Никки Гуч                                                               | 43.629   |
| 1000 метров          | Фабио Карта                                                            | 1:40.996  | Никки Гуч                                                              | 1:41.112  | Мирко Вюйермен                                                          | 1:41.188 |
| 1500 метров          | Мирко Вюйермен                                                         | 2:33.215  | Мартин Йоханссон                                                       | 2:33.311  | Брюно Лоско                                                             | 2:33.440 |
| 3000 метров          | Фабио Карта                                                            | 5:08.091  | Брюно Лоско                                                            | 5:10.348  | Мартин Йоханссон                                                        | 5:10.458 |
| 5000 метров эстафета | Великобритания · Роберт Митчелл · Никки Гуч · Меттью Яспер · Мэтью Роу | 7:15.850  | Нидерланды · Харольд Янссен · Дейв Верстег · Марк Велзебур · Йост Смит | 7:16.019  | Италия · Орацио Фагоне · Фабио Карта · Хуго Херрнхоф · Микеле Антониоли | 7:25.008 |
| Общая классификация  | Фабио Карта                                                            | 13 очков. | Мирко Вюйермен                                                         | 12 очков. | Брюно Лоско                                                             | 7 очков. |

### Женщины
| Дистанция            | Золото                                                                     | Золото    | Серебро                                                                        | Серебро   | Бронза                                                                            | Бронза   |
| -------------------- | -------------------------------------------------------------------------- | --------- | ------------------------------------------------------------------------------ | --------- | --------------------------------------------------------------------------------- | -------- |
| 500 метров           | Маринелла Канклини                                                         | 46.187    | Евгения Раданова                                                               | 46.259    | Елена Тиханина                                                                    | 46.339   |
| 1000 метров          | Маринелла Канклини                                                         | 1:38.535  | Елена Тиханина                                                                 | 1:38.797  | Эллен Вигерс                                                                      | 1:39.241 |
| 1500 метров          | Эллен Вигерс                                                               | 2:41.571  | Елена Тиханина                                                                 | 2:41.819  | Евгения Раданова                                                                  | 2:42.070 |
| 3000 метров          | Маринелла Канклини                                                         | 5:36.987  | Эллен Вигерс                                                                   | 5:37.341  | Катя Колтури                                                                      | 5:37.555 |
| 3000 метров эстафета | Италия · Маринелла Канклини · Мара Дзини · Катя Колтури · Эвелина Родигари | 4:31.565  | Болгария · Даниэла Влаева · Евгения Раданова · Анна Крастева · Кристина Вутева | 4:32.217  | Россия · Елена Тиханина · Марина Пылаева · Анастасия Разина · Екатерина Михайлова | 4:34.649 |
| Общая классификация  | Маринелла Канклини                                                         | 15 очков. | Эллен Вигерс                                                                   | 11 очков. | Елена Тиханина                                                                    | 9 очков. |